# Deutschland Canyon
Deutschland Canyon – podmorski kanion na Morzu Weddella, położony niedaleko Wybrzeża Leopolda. Jego nazwa pochodzi od statku ekspedycyjnego Deutschland, który brał udział w drugiej niemieckiej ekspedycji antarktycznej w latach 1911-12 pod przewodnictwem Wilhelma Filchnera.